# Black Lace
Black Lace est un groupe de pop britannique, surtout connu pour leur plus grand hit, Agadoo. Le groupe est d'abord venu à l'œil du public après avoir été sélectionné pour représenter le Royaume-Uni au Concours Eurovision de la chanson 1979, dans laquelle ils ont terminé au septième rang avec la chanson Mary Ann. Avec de nombreux changements de style, Black Lace va avoir du succès avec ses chansons tels que Superman et Do the Conga. AllMusic a écrit, "si vous êtes à la recherche d'un groupe avec le moins de crédibilité dans le monde, dont le nom seul fait grincer les dents des gens, alors ne cherchez pas plus loin que Black Lace, l'équivalent d'une carte postale au bord de mer, qui aurait rendu presque n'importe quelle chanson joyeuse".

## Discographie

### Singles
- 1979: Mary Ann (UK #42)
- 1979: So Long Suzi Baby
- 1980: Hey Hey Jock McRay
- 1982: Birds Dance
- 1983: Superman
- 1983: Hey You
- 1984: Agadoo
- 1984: Do The Conga
- 1985: El Vino Collapso
- 1985: I Speaka Da Lingo
- 1985: Hokey Cokey
- 1986: Viva La Mexico
- 1986: Wig Wam Bam
- 1989: Gang Bang
- 1990: "I Am The Music Man" (UK #52)
- 1991: Jamin the 60's
- 1992: Penny Arcade
- 1994: Cotton-Eyed Joe
- 1996: The Electric Slide
- 1997: Macarena
- 1997: Agadoo – 106 Mix
- 2000: Follow The Leader
- 2009: Mega-Mega Mix
- 2009: Agadoo Mambo
- 2009: Music Man 2009
- 2010: We Are The England Fans
- 2011: Do The Conga (Trainline mix)
- 2015: Agadoo 2015 (crisp mix)
- 2015: Agadoo (The Space Mix)

### Albums
- 1984: Black Lace
- 1984: Party Party – 16 Great Party Icebreakers (UK #4)
- 1985: Party Party 2 (UK #18)
- 1986: Party Crazy (UK #58)
- 1987: 16 Greatest Party Hits
- 1990: 20 All Time Party Favourites
- 1993: Action Party
- 1995: Saturday Night
- 1997: Greatest Hits
- 1998: What a Party
- 2000: Black Lace's Greatest Ever Party Album
- 2006: Black Lace: Greatest Hits
- 2010: The Blue Album
- 2013: The Blue Album
- 2014: Black Lace 'Live Beach Party'